# Predrag Rajković
Predrag Rajković (in serbo Предраг Рајковић?; Negotin, 31 ottobre 1995) è un calciatore serbo, portiere dell'Al-Ittihad e della nazionale serba.

## Carriera

### Club

#### Jagodina e Stella Rossa
Ha fatto il suo esordio da professionista con la maglia del Jagodina nella massima serie del campionato serbo, nel match perso 1-0 contro il Partizan.
Il 28 agosto 2013 firma un contratto con la Stella Rossa che lo acquista a titolo definitivo per 140.000 euro. Esordisce col nuovo club all'ultima giornata di campionato nella partita pareggiata per 3-3 contro il Vojvodina. Nella stagione successiva viene promosso come portiere titolare.

#### Maccabi Tel Aviv e Stade Reims
Il 29 agosto 2015 viene acquistato a titolo definitivo per 3 milioni di euro dalla squadra israeliana del Maccabi Tel Aviv, con cui sottoscrive un contratto quadriennale con scadenza il 30 giugno 2019.
Il 22 giugno 2019 trova l'accordo per il suo approdo a partire dalla stagione 2019-2020 per 5 milioni di euro alla squadra francese dello Stade Reims, con cui firma un contratto quadriennale con scadenza il 30 giugno 2023.

#### Maiorca
Il 23 luglio 2022 viene ceduto al Maiorca.

#### Al-Ittihād
Il 5 agosto 2024 viene acquistato dall'Al-Ittihad.

### Nazionale
Dopo aver percorso tutta la trafila delle Nazionali giovanili, ha esordito in Nazionale maggiore il 17 agosto 2013 in un match amichevole contro la Colombia, subentrando nel finale al compagno di squadra Kahriman e subendo poco dopo la rete decisiva di Guarín.
Nel novembre del 2022, viene incluso dal CT Dragan Stojković nella rosa serba partecipante ai Mondiali di calcio in Qatar.

## Statistiche

### Presenze e reti nei club
Statistiche aggiornate al 30 maggio 2025.
| Stagione                | Squadra                 | Campionato              | Campionato | Campionato | Coppe nazionali | Coppe nazionali | Coppe nazionali | Coppe continentali | Coppe continentali | Coppe continentali | Altre coppe | Altre coppe | Altre coppe | Totale | Totale |
| Stagione                | Squadra                 | Comp                    | Pres       | Reti       | Comp            | Pres            | Reti            | Comp               | Pres               | Reti               | Comp        | Pres        | Reti        | Pres   | Reti   |
| ----------------------- | ----------------------- | ----------------------- | ---------- | ---------- | --------------- | --------------- | --------------- | ------------------ | ------------------ | ------------------ | ----------- | ----------- | ----------- | ------ | ------ |
| 2012-2013               | Jagodina                | SL                      | 2          | -3         | CS              | 0               | 0               | UEL                | 0                  | 0                  | -           | -           | -           | 2      | -3     |
| lug.-ago. 2013          | Jagodina                | SL                      | 2          | -2         | CS              | 0               | 0               | UEL                | -                  | -                  | -           | -           | -           | 2      | -2     |
| Totale Jagodina         | Totale Jagodina         | Totale Jagodina         | 4          | -5         |                 | 0               | 0               |                    | 0                  | 0                  |             | -           | -           | 4      | -5     |
| ago. 2013-2014          | Stella Rossa            | SL                      | 1          | -3         | CS              | 0               | 0               | UEL                | -                  | -                  | -           | -           | -           | 1      | -3     |
| 2014-2015               | Stella Rossa            | SL                      | 28         | -16        | CS              | 0               | 0               | UCL                | -                  | -                  | -           | -           | -           | 28     | -16    |
| lug.-ago. 2015          | Stella Rossa            | SL                      | 6          | -6         | CS              | 0               | 0               | UEL                | 2                  | -4                 | -           | -           | -           | 8      | -10    |
| Totale Stella Rossa     | Totale Stella Rossa     | Totale Stella Rossa     | 35         | -25        |                 | 0               | 0               |                    | 2                  | -4                 |             | -           | -           | 37     | -29    |
| ago. 2015-2016          | Maccabi Tel Aviv        | LhA                     | 34         | -21        | CI+CdL          | 3+0             | -3              | UCL                | 6                  | -16                | -           | -           | -           | 43     | -40    |
| 2016-2017               | Maccabi Tel Aviv        | LhA                     | 35         | -26        | CI+CdL          | 6+2             | -3 + -1         | UEL                | 14                 | -16                | -           | -           | -           | 57     | -46    |
| 2017-2018               | Maccabi Tel Aviv        | LhA                     | 36         | -33        | CI+CdL          | 1+5             | -3 + 0          | UEL                | 14                 | -11                | -           | -           | -           | 56     | -47    |
| 2018-2019               | Maccabi Tel Aviv        | LhA                     | 31         | -13        | CI+CdL          | 4+3             | -2 + -2         | UEL                | 8                  | -8                 | -           | -           | -           | 46     | -25    |
| Totale Maccabi Tel Aviv | Totale Maccabi Tel Aviv | Totale Maccabi Tel Aviv | 136        | -93        |                 | 24              | -14             |                    | 42                 | -51                |             | -           | -           | 202    | -158   |
| 2019-2020               | Stade Reims             | L1                      | 27         | -18        | CF+CdL          | 0+3             | -3              | -                  | -                  | -                  | -           | -           | -           | 30     | -21    |
| 2020-2021               | Stade Reims             | L1                      | 37         | -49        | CF              | 0               | 0               | UEL                | 2                  | 0                  | -           | -           | -           | 39     | -49    |
| 2021-2022               | Stade Reims             | L1                      | 38         | -44        | CF              | 0               | 0               | -                  | -                  | -                  | -           | -           | -           | 38     | -44    |
| Totale Stade Reims      | Totale Stade Reims      | Totale Stade Reims      | 102        | -111       |                 | 3               | -3              |                    | 2                  | 0                  |             | -           | -           | 107    | -114   |
| 2022-2023               | Maiorca                 | PD                      | 36         | -40        | CR              | 0               | 0               | -                  | -                  | -                  | -           | -           | -           | 36     | -40    |
| 2023-2024               | Maiorca                 | PD                      | 36         | -43        | CR              | 0               | 0               | -                  | -                  | -                  | -           | -           | -           | 36     | -43    |
| Totale Maiorca          | Totale Maiorca          | Totale Maiorca          | 72         | -83        |                 | 0               | 0               |                    | -                  | -                  |             | -           | -           | 72     | -83    |
| 2024-2025               | Al-Ittihad              | SPL                     | 28         | -27        | KCC             | 5               | -5              |                    | -                  | -                  |             | -           | -           | 33     | -32    |
| Totale carriera         | Totale carriera         | Totale carriera         | 370        | -344       |                 | 32              | -22             |                    | 46                 | -55                |             | -           | -           | 455    | -421   |

### Cronologia presenze e reti in nazionale
| Cronologia completa delle presenze e delle reti in nazionale ― Serbia | Cronologia completa delle presenze e delle reti in nazionale ― Serbia | Cronologia completa delle presenze e delle reti in nazionale ― Serbia | Cronologia completa delle presenze e delle reti in nazionale ― Serbia | Cronologia completa delle presenze e delle reti in nazionale ― Serbia | Cronologia completa delle presenze e delle reti in nazionale ― Serbia | Cronologia completa delle presenze e delle reti in nazionale ― Serbia | Cronologia completa delle presenze e delle reti in nazionale ― Serbia |
| Data                                                                  | Città                                                                 | In casa                                                               | Risultato                                                             | Ospiti                                                                | Competizione                                                          | Reti                                                                  | Note                                                                  |
| --------------------------------------------------------------------- | --------------------------------------------------------------------- | --------------------------------------------------------------------- | --------------------------------------------------------------------- | --------------------------------------------------------------------- | --------------------------------------------------------------------- | --------------------------------------------------------------------- | --------------------------------------------------------------------- |
| 14-8-2013                                                             | Barcellona                                                            | Colombia                                                              | 1 – 0                                                                 | Serbia                                                                | Amichevole                                                            | -1                                                                    | 88’                                                                   |
| 7-9-2015                                                              | Bordeaux                                                              | Francia                                                               | 2 – 1                                                                 | Serbia                                                                | Amichevole                                                            | -2                                                                    |                                                                       |
| 31-5-2016                                                             | Novi Sad                                                              | Serbia                                                                | 3 – 1                                                                 | Israele                                                               | Amichevole                                                            | -1                                                                    |                                                                       |
| 5-9-2017                                                              | Belgrado                                                              | Serbia                                                                | 2 – 2                                                                 | Irlanda                                                               | Qual. Mondiali 2018                                                   | -2                                                                    | 59’                                                                   |
| 15-11-2016                                                            | Charkiv                                                               | Ucraina                                                               | 2 – 0                                                                 | Serbia                                                                | Amichevole                                                            | -1                                                                    | 46’                                                                   |
| 2-9-2017                                                              | Belgrado                                                              | Serbia                                                                | 3 – 0                                                                 | Moldavia                                                              | Qual. Mondiali 2018                                                   | -                                                                     |                                                                       |
| 10-11-2017                                                            | Canton                                                                | Cina                                                                  | 0 – 2                                                                 | Serbia                                                                | Amichevole                                                            | -                                                                     | 83’                                                                   |
| 9-6-2018                                                              | Graz                                                                  | Serbia                                                                | 5 – 1                                                                 | Bolivia                                                               | Amichevole                                                            | -                                                                     | 80’                                                                   |
| 14-10-2018                                                            | Bucarest                                                              | Romania                                                               | 0 – 0                                                                 | Serbia                                                                | UEFA Nations League 2018-2019 - 1º turno                              | -                                                                     |                                                                       |
| 17-11-2018                                                            | Belgrado                                                              | Serbia                                                                | 2 – 1                                                                 | Montenegro                                                            | UEFA Nations League 2018-2019 - 1º turno                              | -1                                                                    |                                                                       |
| 20-11-2018                                                            | Belgrado                                                              | Serbia                                                                | 4 – 1                                                                 | Lituania                                                              | UEFA Nations League 2018-2019 - 1º turno                              | -1                                                                    |                                                                       |
| 10-10-2019                                                            | Kruševac                                                              | Serbia                                                                | 1 – 0                                                                 | Paraguay                                                              | Amichevole                                                            | -                                                                     | 89’                                                                   |
| 17-11-2019                                                            | Belgrado                                                              | Serbia                                                                | 2 – 2                                                                 | Ucraina                                                               | Qual. Euro 2020                                                       | -2                                                                    |                                                                       |
| 6-9-2020                                                              | Belgrado                                                              | Serbia                                                                | 0 – 0                                                                 | Turchia                                                               | UEFA Nations League 2020-2021 - 1º turno                              | -                                                                     |                                                                       |
| 8-10-2020                                                             | Oslo                                                                  | Norvegia                                                              | 1 – 2 dts                                                             | Serbia                                                                | Qual. Euro 2020                                                       | -1                                                                    |                                                                       |
| 11-10-2020                                                            | Belgrado                                                              | Serbia                                                                | 0 – 1                                                                 | Ungheria                                                              | UEFA Nations League 2020-2021 - 1º turno                              | -1                                                                    |                                                                       |
| 12-11-2020                                                            | Belgrado                                                              | Serbia                                                                | 1 – 1 dts (4 – 5 dtr)                                                 | Scozia                                                                | Qual. Euro 2020                                                       | -1                                                                    |                                                                       |
| 18-11-2020                                                            | Belgrado                                                              | Serbia                                                                | 5 – 0                                                                 | Russia                                                                | UEFA Nations League 2020-2021 - 1º turno                              | -                                                                     |                                                                       |
| 30-3-2021                                                             | Baku                                                                  | Azerbaigian                                                           | 1 – 2                                                                 | Serbia                                                                | Qual. Mondiali 2022                                                   | -1                                                                    |                                                                       |
| 11-6-2021                                                             | Kobe                                                                  | Giappone                                                              | 1 – 0                                                                 | Serbia                                                                | Amichevole                                                            | -1                                                                    |                                                                       |
| 1-9-2021                                                              | Debrecen                                                              | Qatar                                                                 | 0 – 4                                                                 | Serbia                                                                | Amichevole                                                            | -                                                                     | 46’                                                                   |
| 4-9-2021                                                              | Belgrado                                                              | Serbia                                                                | 4 – 1                                                                 | Lussemburgo                                                           | Qual. Mondiali 2022                                                   | -1                                                                    |                                                                       |
| 7-9-2021                                                              | Dublino                                                               | Irlanda                                                               | 1 – 1                                                                 | Serbia                                                                | Qual. Mondiali 2022                                                   | -1                                                                    |                                                                       |
| 9-10-2021                                                             | Lussemburgo                                                           | Lussemburgo                                                           | 0 – 1                                                                 | Serbia                                                                | Qual. Mondiali 2022                                                   | -                                                                     |                                                                       |
| 12-10-2021                                                            | Belgrado                                                              | Serbia                                                                | 3 – 1                                                                 | Azerbaigian                                                           | Qual. Mondiali 2022                                                   | -1                                                                    |                                                                       |
| 14-11-2021                                                            | Lisbona                                                               | Portogallo                                                            | 1 – 2                                                                 | Serbia                                                                | Qual. Mondiali 2022                                                   | -1                                                                    |                                                                       |
| 29-3-2022                                                             | Copenaghen                                                            | Danimarca                                                             | 3 – 0                                                                 | Serbia                                                                | Amichevole                                                            | -3                                                                    |                                                                       |
| 5-6-2022                                                              | Belgrado                                                              | Serbia                                                                | 4 – 1                                                                 | Slovenia                                                              | UEFA Nations League 2022-2023 - 1º turno                              | -1                                                                    |                                                                       |
| 16-6-2023                                                             | Vienna                                                                | Serbia                                                                | 3 – 2                                                                 | Giordania                                                             | Amichevole                                                            | -2                                                                    |                                                                       |
| 15-11-2023                                                            | Lovanio                                                               | Belgio                                                                | 1 – 0                                                                 | Serbia                                                                | Amichevole                                                            | -1                                                                    |                                                                       |
| 25-3-2024                                                             | Larnaca                                                               | Cipro                                                                 | 0 – 1                                                                 | Serbia                                                                | Amichevole                                                            | -                                                                     |                                                                       |
| 8-6-2024                                                              | Solna                                                                 | Svezia                                                                | 0 – 3                                                                 | Serbia                                                                | Amichevole                                                            | -                                                                     |                                                                       |
| 16-6-2024                                                             | Gelsenkirchen                                                         | Serbia                                                                | 0 – 1                                                                 | Inghilterra                                                           | Euro 2024 - 1º turno                                                  | -1                                                                    |                                                                       |
| 20-6-2024                                                             | Monaco di Baviera                                                     | Slovenia                                                              | 1 – 1                                                                 | Serbia                                                                | Euro 2024 - 1º turno                                                  | -1                                                                    |                                                                       |
| 25-6-2024                                                             | Monaco di Baviera                                                     | Danimarca                                                             | 0 – 0                                                                 | Serbia                                                                | Euro 2024 - 1º turno                                                  | -                                                                     |                                                                       |
| 5-9-2024                                                              | Belgrado                                                              | Serbia                                                                | 0 – 0                                                                 | Spagna                                                                | UEFA Nations League 2024-2025 - 1º turno                              | -                                                                     |                                                                       |
| 8-9-2024                                                              | Copenaghen                                                            | Danimarca                                                             | 2 – 0                                                                 | Serbia                                                                | UEFA Nations League 2024-2025 - 1º turno                              | -2                                                                    |                                                                       |
| 12-10-2024                                                            | Leskovac                                                              | Serbia                                                                | 2 – 0                                                                 | Svizzera                                                              | UEFA Nations League 2024-2025 - 1º turno                              | -                                                                     |                                                                       |
| 15-10-2024                                                            | Cordova                                                               | Spagna                                                                | 3 – 0                                                                 | Serbia                                                                | UEFA Nations League 2024-2025 - 1º turno                              | -3                                                                    |                                                                       |
| 20-3-2025                                                             | Vienna                                                                | Austria                                                               | 1 – 1                                                                 | Serbia                                                                | UEFA Nations League 2024-2025 - Play-off                              | -1                                                                    | cap.                                                                  |
| 23-3-2025                                                             | Belgrado                                                              | Serbia                                                                | 2 – 0                                                                 | Austria                                                               | UEFA Nations League 2024-2025 - Play-off                              | -                                                                     | cap.                                                                  |
| Totale                                                                |                                                                       | Presenze                                                              | 41                                                                    |                                                                       | Reti                                                                  | -35                                                                   |                                                                       |

## Palmarès

### Club
- Campionato serbo: 1

Stella Rossa: 2013-2014
- Campionato israeliano: 1

Maccabi Tel Aviv: 2018-2019
- Coppa di Serbia: 1

Jagodina: 2012-2013
- Coppa di Lega israeliana: 2

Maccabi Tel Aviv: 2017-2018, 2018-2019
- Campionato saudita: 1

Al-Ittihad: 2024-2025
- Coppa del Re dei Campioni: 1

Al-Ittihad: 2024-2025

### Individuale
- Guanto d'oro del campionato mondiale di calcio Under-20: 1

Nuova Zelanda 2015